# Metrosideros microphylla
Metrosideros microphylla är en myrtenväxtart som först beskrevs av Rudolf Schlechter, och fick sitt nu gällande namn av J.W.Dawson. Metrosideros microphylla ingår i släktet Metrosideros och familjen myrtenväxter. Inga underarter finns listade i Catalogue of Life.